# Santi Andrea e Bartolomeo al Laterano
| Basisdaten   | Basisdaten                                                       |
| ------------ | ---------------------------------------------------------------- |
| Patrozinium: | Hl. Andreas Hl. Bartholomäus                                     |
| Weihetag:    | ? 1642                                                           |
| Anschrift:   | Via Santo Stefano Rotondo Via San Giovanni in Laterano 00184 Rom |

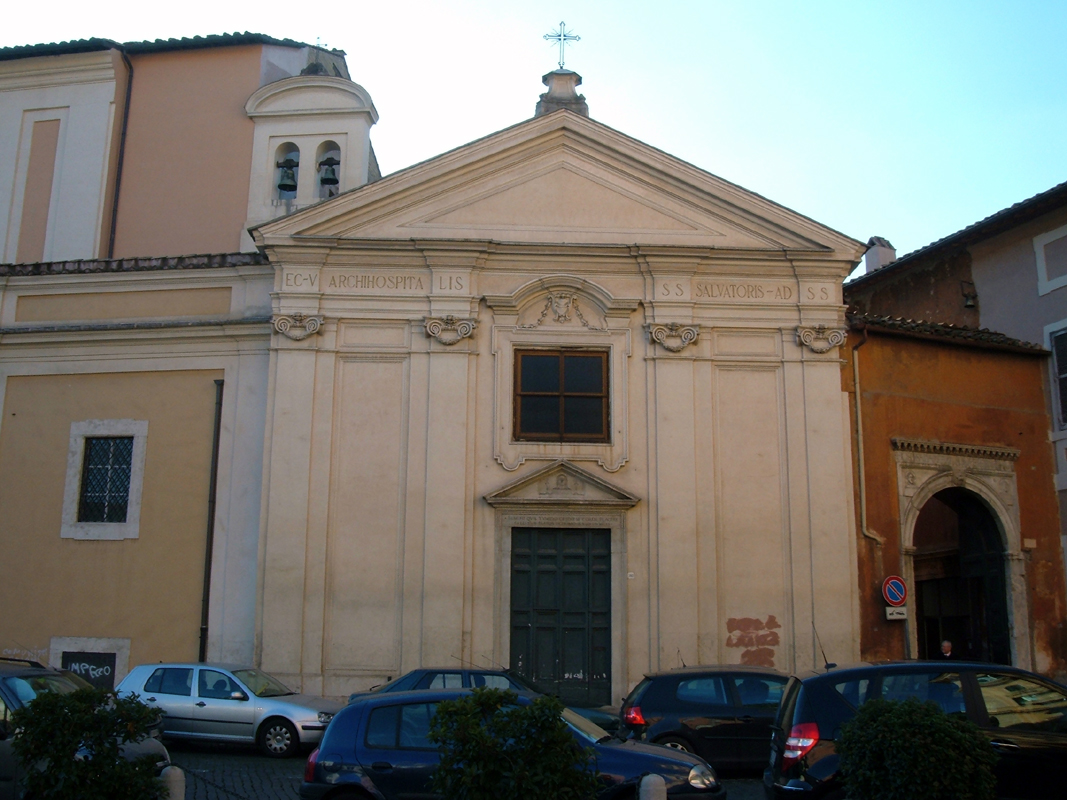
Die Fassade

Santi Andrea e Bartolomeo al Laterano, in Rom auch Sant’Andrea in Laterano, ist eine kleine Kirche in Rom. Der heutige Bau wurde über einem oder mehreren Vorgängerbauten im 17. Jahrhundert errichtet. Die Kirche enthält ein sehr altes Marienbild.

## Lage
Die Kirche liegt im I. römischen Rione Monti etwa 250 Meter nordwestlich von San Giovanni in Laterano. Ihren Beinamen hat sie von ihrer Lage beim Lateran.

## Geschichte und Baugeschichte
Der Liber pontificalis in der Zeit Papst Hadrians I. erwähnt ein monasterium SS. Andreae et Bartolomei, quod appellatur Honorii papae. Demnach hätte sich an dieser Stelle ein Kloster befunden, das Papst Honorius I. bereits im 7. Jahrhundert in seinem Elternhaus gegründet und eingerichtet hätte. Ein Teil der Literatur nimmt die Zuschreibung als gegeben an, Buchowiecki sieht die Zuschreibung als bedenklich an. So dieser Bau der Zuschreibung entspricht, wurde er unter Hadrian I. restauriert, auch wurde er in einem Dokument der Zeit Leos III. erwähnt. Sicher ist, dass sich seit mindestens dem 13. Jahrhundert ein Kirchenbau an dieser Stelle befand, als Kirche des hiergelegenen Ospedale dell’Angelo Michele. Ungeklärt ist auch, ob der Fußboden in Kosmatenarbeit tatsächlich im Auftrag der beiden Guardine der Bruderschaft Arciconfraternita del Salvatore im 15. Jahrhundert entstand. Restaurierungen sind noch im 17. Jahrhundert bekannt, der heutige Bau entstand im Barock und wurde 1642 fertiggestellt. Die Errichtung der Fassade zog sich bis in das 18. Jahrhundert hin, diese wurde erst 1730 gänzlich fertig. Gegenüber dem Bau befand sich eine weitere, heute nicht mehr bestehende Kirche Santa Maria Imperatice, aus der mehrfach im 19. Jahrhundert Ausstattungsgegenstände nach Santi Andrea e Bartolomeo verbracht wurden.

## Fassade
Die Fassade ist dreiachsig und eingeschossig. Die Fläche wird von doppelt gestuften Pilastern nach ionischer Ordnung gegliedert, die Kapitelle sind zusätzlich mit Festons verziert. Das Portal wird von einem Dreiecksgiebel überfangen, im Giebel befindet sich eine Darstellung des Kopfes Christi inmitten zweier Flambeaus, diese Arbeit stammt noch aus dem 15. Jahrhundert. Der Architrav ist entsprechend der Pilasterstellung verkröpft, ein einfacher Dreiecksgiebel schließt die Fassade nach oben hin ab.

## Inneres und Ausstattung
Die Kirche ist, bedingt durch die umgebende Bebauung, vom Grundriss her sehr verzogen, ihre Grundfläche entspricht beinahe einem Trapez, wobei die lange Seite von der Fassade gebildet wird. Die Seitenwände werden von Pilastern nach Kompositordnung gegliedert, nur im Bereich der Apsis folgen diese der toskanischen Ordnung. Die Kirche ist flach gedeckt, die Kassettierung der Decke ist gemalt.
Das Altarretabel des rechten Seitenaltars an der Längswand stellt eine Heilige Familie dar und stammt aus dem 19. Jahrhundert. Bedeutender ist ein sich darüber befindendes Abbild Mariens, es stammt möglicherweise aus dem 6. Jahrhundert und gehört zu den Gegenständen, die von Santa Maria Imperatrice zu Beginn des 19. Jahrhunderts hierher gebracht wurden.
Der Seitenaltar der linken Seite enthält auch ein Marienbild auf dem Altar, der Art nach vom Typ Salus infirmorum.
Beiderseits der Apsis befinden sich Fresken aus dem 17. Jahrhundert, links der Apsis ist einer der Kirchenpatrone, der Hl. Andreas, dargestellt, rechts der Hl. Erasmus.
Der Altar enthält eine teilvergoldete Custodia, eine Arbeit aus der frühen Renaissance. Vor allem die Art der flankierenden Engel, die die Custodia anbeten, etwa in der Weise eines Isaia da Pisa sprechen für eine Zuschreibung in das 15. Jahrhundert.